# Kościół Matki Bożej Miłosierdzia w Xewkiji
Kościół Matki Bożej Miłosierdzia (malt. Il-knisja tal-Madonna tal-Ħniena, ang. Church of Our Lady of Mercy), znany również pod wezwaniem Świętego Bartłomieja Apostoła – rzymskokatolicki kościół w Xewkiji na wyspie Gozo na Malcie.

## Historia
Jak podaje Achille Ferres w swojej książce Deserizione storica delle chiese di Malta e Gozo, w miejscu, gdzie dziś stoi kościół „tal-Ħniena”, już w 1397 istniała niewielka świątynia pod wezwaniem św. Bartłomieja. Została ona zaniedbana i uległa zawaleniu, lub została zniszczona podczas najazdu Osmanów na Gozo w 1551. W każdym razie nie wspomina o tym kościele wizytator papieski Pietro Dusina podczas swojej wizyty pastoralnej w 1575. Natomiast De Soldanis wspomina, że czytał w starych dokumentach, iż kościół stał tam jeszcze w 1597.
Kościół przebudowany lub wręcz odbudowany został w 1643 przez notariusza Gian Paola de Lorenzo, wtedy też zaczęto urządzać w dniu 24 sierpnia lokalne uroczystości ku czci św. Bartłomieja. Około 1657 kościół został zdekonsekrowany przez biskupa Juana Caramasę, w 1674 powtórnie otwarty za zgodą biskupa D'Astirii.
W 1735, kiedy proboszczem w Xewkiji był ks. Pietro Aquilina (A. Ferres podaje błędną datę 1719), obraz tytularny św. Bartłomieja został zastąpiony przez nowy, przedstawiający Madonnę z Dzieciątkiem Jezus i św. Bartłomieja, oraz dusze czyśćcowe, autorstwa Giana Nikoli Buhagiara. Od tego czasu kościół jest znany pod wezwaniem „il-Madonna tal-Ħniena” – Matki Bożej Miłosierdzia.
W 1798, kiedy wyspa Gozo powstała przeciw Francuzom, rozegrała się potyczka na placu/cmentarzu przed kościołem. Wszyscy Francuzi zginęli; jeden z nich, przy którym znaleziono szkaplerz, został pochowany na cmentarzu, pozostałych wrzucono do studni cmentarnej. Od tej pory nazywano ją „studnią Francuzów”.
Pewne prace remontowe wokół kościoła zostały poczynione w 1895 przez miejscowego proboszcza Pietro Paolo Ciantara, zaś w 1933 proboszcz Ġużepp Attard rozbudował kościół, zbudował nową zakrystię i dużą salę do nauki katechizmu. Bracia Xerri podarowali też spory kawałek ziemi, aby powiększyć teren wokół kościoła.
13 grudnia 1944 kościół przeszedł pod zarząd Sióstr Dominikanek z pobliskiego klasztoru. Siostry opiekowały się kościołem do 12 grudnia 1991.

## Architektura

### Wygląd zewnętrzny
Fasada kościoła jest ładna, w klasycznym stylu doryckim. Po obu stronach klasyczne doryckie pilastry podtrzymujące belkowanie, ponad którym trójkątny fronton z maryjnym emblematem. Fryz na belkowaniu zdobią tryglify i okrągłe kształtki metop. Na końcach frontonu ozdobne kamienne kule z płomieniami. Prostokątne drzwi w środku fasady otoczone są prostą ramą wykutą w kamieniu. Ponad nimi ślepe okrągłe okno. Do kościoła prowadzi pięć schodów.

Kwadratowa dzwonnica posadowiona jest centralnie na frontonie, ma łukowate otwory po każdej stronie. Cztery narożne pilastry zwieńczone są prostym belkowaniem z małymi trójkątnymi frontonami oraz krzyżem na szczycie.

W południowej elewacji od strony Triq San Bert znajdują się boczne drzwi.
Po prawej stronie kościoła widoczne są graffiti w formie okrętów żaglowych. 

### Wnętrze
Wnętrze kościoła jest długie i wąskie. Sklepienie kolebkowe wsparte jest na ośmiu łukach. Po obu stronach kościoła są okna, które sprawiają, że wnętrze jest dostatecznie doświetlone. Wewnątrz jest jeden ołtarz. Znajdują się na nim trzy płaskorzeźby: pośrodku godło zakonu Dominikanów, po prawej stronie wyobrażenie zakonnicy, po lewej zaś – mnicha. Z tyłu kaplicy wiszą trzy obrazy ex-votum. Nie są one artystycznym arcydziełem, ale wyobrażają wdzięczność za uzyskaną łaskę. W zakrystii znajduje się obraz „Zwiastowanie”.
Oryginalny obraz tytularny tego kościoła przedstawiał św. Bartłomieja.
Ale w 1735, kiedy proboszczem parafii był ks. Pietro Aquilina, obraz św. Bartłomieja został zastąpiony innym, przedstawiającym Madonnę z Dzieciątkiem Jezus, św. Bartłomieja klęczącego przed nimi, oraz dusze czyśćcowe. Wizerunek apostoła został umieszczony na obrazie, aby upamiętnić oryginalne wezwanie tego kościoła. Obraz ten jest dziełem malarza Giana Nikoli Buhagiara i został opłacony przez niejakiego Orazju Gilestriego, który osiedlił się w pobliżu kościoła. W 1870 obraz został odnowiony przez maltańskiego artystę Basuttila. Obraz otoczony jest wspaniałą ramą z marmuru.

## Kościół dzisiaj
Dziś kościół podlega parafii w Xewkiji, jest bardzo dobrze utrzymany. Codziennie rano odprawiana jest w nim msza święta. Tradycyjna fiesta odbywa się 24 sierpnia, w dzień św. Bartłomieja Apostoła, oraz 17 września, ku czci Matki Bożej.   

## Ochrona dziedzictwa kulturowego
Budynek kościoła umieszczony jest na liście National Inventory of the Cultural Property of the Maltese Islands pod nr. 1057.